# دايتون دونكان
دايتون دونكان (بالإنجليزية: Dayton Duncan) هو كاتب سيناريو أمريكي، ولد في 3 سبتمبر 1949 في إنديانولا في الولايات المتحدة.

## وصلات خارجية
- دايتون دونكان على موقع IMDb (الإنجليزية)
- دايتون دونكان على موقع ميوزك برينز (الإنجليزية)
- دايتون دونكان على موقع قاعدة بيانات الفيلم (الإنجليزية)